# فلاوی
فلاوی (به عربی: فلاوي) یک منطقهٔ مسکونی در لبنان است که در بعلبک واقع شده‌است.
 فلاوی   ۱٬۳۵۴ متر بالاتر از سطح دریا واقع شده‌است.